# Ernest Samuel Williams
Ernest Samuel Williams   (Washington, 27 de setembre de 1881 - 8 de febrer de 1947) va ser un destacat director de banda nord-americà, solista de corneta, compositor i educador musical.

## Educació
El primer mestre d'Ernest S. Williams va ser el seu pare. Després es va traslladar a Boston on va estudiar cornet amb Henry C. Brown i Gustav Strube. El 1910 Williams es va traslladar a Nova York on va estudiar amb Herbert L. Clarke.

## Carrera
Natiu del comtat de Wayne, Indiana, la carrera musical d'Ernest Williams va començar l'any 1898 com a voluntari al 158è Regiment de la Infanteria Voluntaria d'Indiana quan va servir com a solista de corneta durant la guerra hispanoamericana. El seu talent com a intèrpret va ser molt apreciat i, després de substituir amb èxit com a director de banda al seu regiment, Williams va ser escollit per dirigir el 161è Regiment d'Indiana, començant el seu ascens a través de les files de les bandes de l'exèrcit.
Entre 1907 i 1912, Williams va dirigir la Cadet Band (la banda representativa de la ciutat de Boston) així com la seva pròpia banda a Lakeside Park, Colorado. Durant els deu anys posteriors a aquest període, Williams va viatjar pel món com a solista de corneta, actuant amb líders tan coneguts com Nahan Franko, Victor Herbert, Patrick Conway, John Philip Sousa i Edwin Franko Goldman. Williams va ser el primer solista de corneta de Goldman, començant amb la "New York Military Band" el 1917 i més tard amb la "Goldman Band" entre 1918 i 1922. Es va unir a l'Orquestra de Filadèlfia l'any 1917, actuant com a trompetista solista amb Leopold Stokowski, Richard Strauss, Georges Enesco, Vincent d'Indy i Ossip Gabrilowitsch.

## Escola de Música Ernest Williams
El 1922, l'interès de Williams per l'educació musical el va portar a formar l'"Ernest Williams School of Music" a Brooklyn, Nova York. La premissa de la institució era oferir als estudiants una formació integral en l'àmbit de la música en una varietat d'instruments, proporcionar experiència amb els aspectes teòrics i pràctics de la música i treballar en escenaris de conjunts que posaven l'accent en el repertori de banda i orquestra. El 1930, l'escola va ampliar les seves activitats, afegint-hi una sessió d'estiu de vuit setmanes, celebrada anualment a les muntanyes Catskill a Saugerties, Nova York. L'escola es va guanyar una reputació per produir músics hàbils que es van convertir en músics professionals d'èxit. Diversos compositors destacats van impartir conferències, ensenyar, dirigir i/o fer estrenar les seves obres a l'"Ernest Williams School", com ara Percy Grainger, Erik W. G. Leidzén, Ferde Grofé, Henry Cowell i Morton Gould. De 1929 a 1931, Williams va dividir el seu temps entre l'escola de Brooklyn i com a nou degà de la "Ithaca Conservatory Conway Band School", sent el successor escollit de Patrick Conway.
A part de treballar en aquestes institucions, Williams va continuar dirigint i també component. Va obtenir grans elogis per la seva habilitat com a director amb la "Kismet Temple Band" a Brooklyn i també, a partir de 1935, com a director de la Banda Simfònica de la Universitat de Nova York. Com a compositor, Williams es va convertir en el primer nord-americà a escriure una simfonia completa per a banda quan va escriure la Simfonia en do menor el 1937. Investigacions recents han revelat que Erik Leidzén possiblement va escriure moltes de les peces d'Ernest S. Williams des de zero, fins i tot la Simfonia en do menor. També cal destacar la seva òpera, Rip Van Winkle, i el poema tonal, Amèrica (per a cor i banda o orquestra), que es troben al costat de nombroses marxes, concerts i solos.

## Honors
El 1931, Ernest S. Williams va ser elegit membre de l'Associació Americana de Directors de Banda i, el 1983, va ser instal·lat pòstumament al Saló de la Fama de Distinguished Band Directors de l'Associació Nacional de Bandes.